# 10543 Klee
10543 Klee eller 1992 DL4 är en asteroid i huvudbältet som upptäcktes den 27 februari 1992 av den tyske astronomen Freimut Börngen vid Tautenburg-observatoriet. Den är uppkallad efter målaren Paul Klee.
Asteroiden har en diameter på ungefär 3 kilometer.